# València-Nord
 (avril 2025).
Si vous disposez d'ouvrages ou d'articles de référence ou si vous connaissez des sites web de qualité traitant du thème abordé ici, merci de compléter l'article en donnant les références utiles à sa vérifiabilité et en les liant à la section « Notes et références ».
Pour les articles homonymes, voir Gare de Valence, Gare du Nord et Estación del Norte.
València-nord (nom en valencien) ou Valencia-Norte (en castillan), fréquemment dénommée Estació del Nord/Estación del Norte (« gare du Nord ») dans l'actualité, autrefois València-Terme/Valencia-Término, est la principale gare ferroviaire de la ville de Valence, capitale du Pays valencien, en Espagne.

## Présentation
La gare fut construite entre 1906 et 1907 par la Compañía de los caminos de hierro del Norte. L'édifice fut conçu dans un style Art nouveau par Demetri Ribes. Il se situe dans le centre de la ville, sur la rue de Xàtiva, juste à côté des arènes et à proximité de la place de la Mairie.
Depuis quelques années, le trafic de València-Nord a été partiellement reporté vers la gare Joaquín Sorolla (située à environ 500 m au sud) et on projette de l'y dévier totalement, la gare historique étant dans ce cas destinée à devenir un espace de culture et de divertissement.

## Galerie

Gare du Nord de Valence
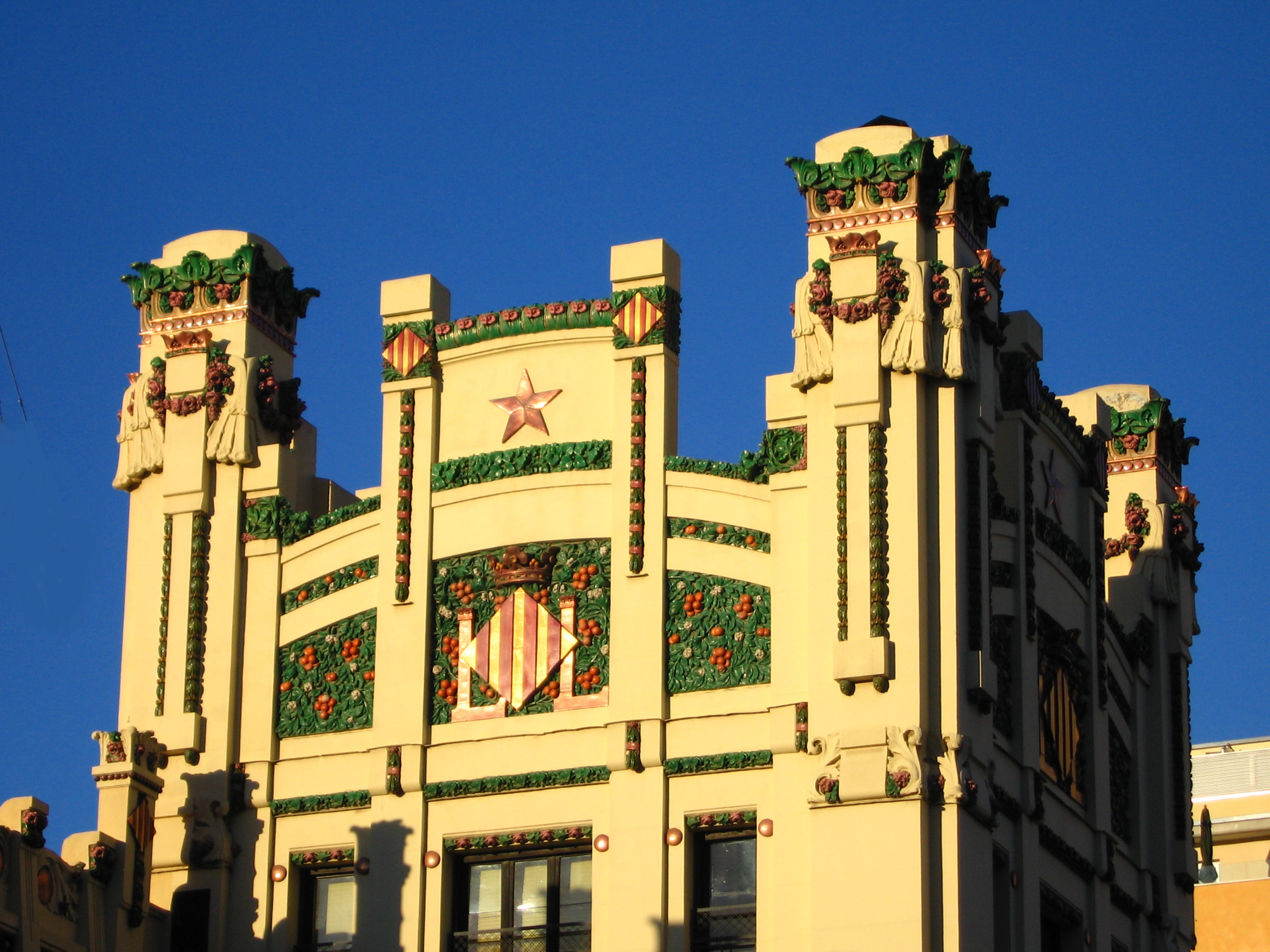
Détails de la façade de la gare.
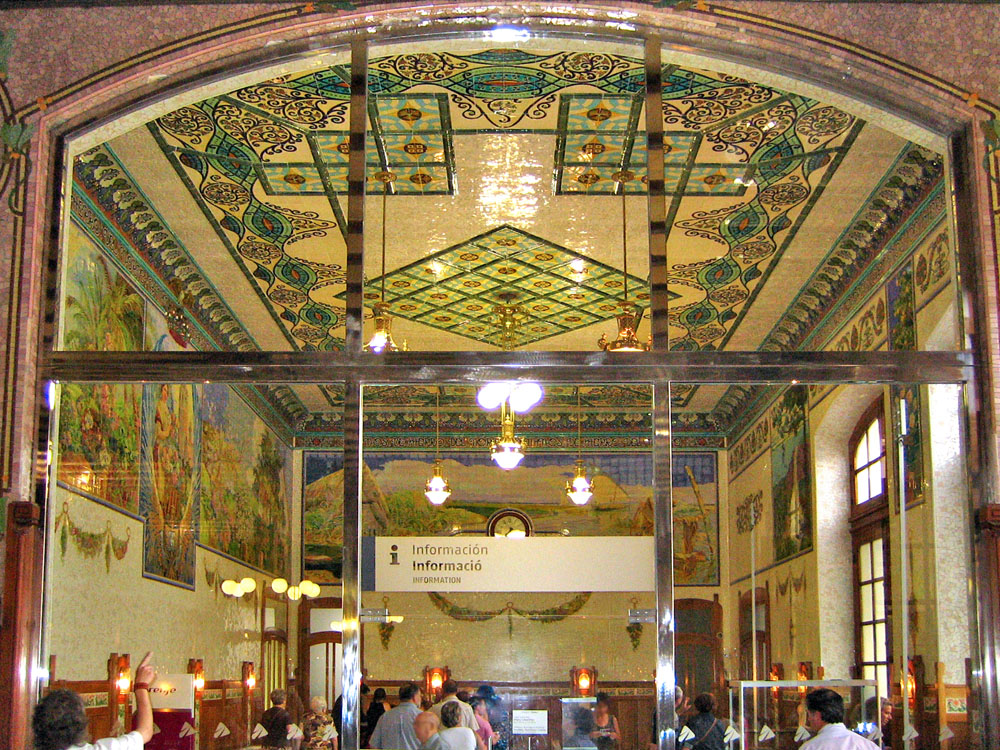
Point d'information au public.
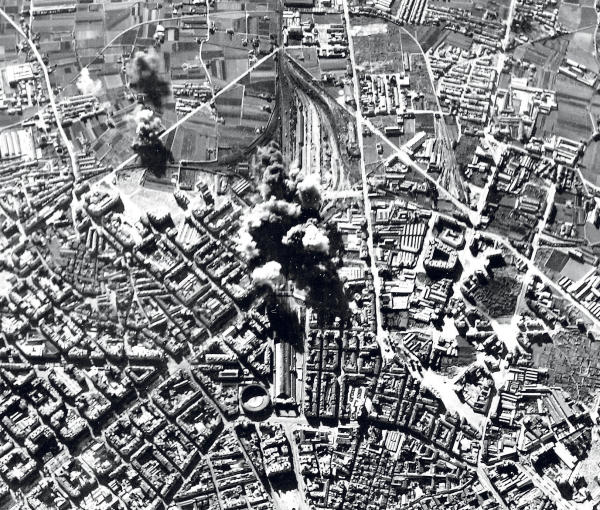
Bombardement de la gare du Nord de Valence par des avions italiens en 1937, durant la guerre d'Espagne.